# Calamarca (municipio)
Calamarca es un municipio boliviano ubicado en el departamento de La Paz. El municipio de Calamarca es uno de los siete municipios que conforman la provincia de Aroma.
Según el último censo oficial realizado por el Instituto Nacional de Estadística de Bolivia (INE) en  2012, el municipio cuenta con una población de 12.413 habitantes y está situado a una altitud promedio de 3.800 metros sobre el nivel del mar.

## Límites
El municipio de Calamarca es uno de los siete municipios de la provincia de Aroma y se encuentra en la parte norte de la provincia. Limita al noroeste con la provincia de Ingavi, al oeste con el Municipio de Collana y el Municipio de Colquencha, al sur con el Municipio de Ayo Ayo, al este con la provincia de Loayza, y al noreste con la provincia de Murillo .
El municipio tiene 35 localidades (localidades), la capital del municipio es la localidad Calamarca con 1.417 habitantes que se encuentra ubicado en la parte central. La segunda población más grande en el municipio es la localidad de San Antonio de Senkata con 1.339 habitantes.
| Noroeste: provincia de Ingavi                        | Norte: provincia de Murillo | Noreste: provincia de Murillo |
| Oeste: Municipio de Collana /Municipio de Colquencha |                             | Este: provincia de Loayza     |
| Suroeste Municipio de Colquencha                     | Sur: Municipio de Ayo Ayo   | Sureste: Municipio de Ayo Ayo |

## Geografía
El municipio de Calamarca se encuentra en el Altiplano boliviano a una altitud promedio de 3800 metros sobre el nivel del mar, entre las Cordilleras de los Andes de la Cordillera Occidental en el oeste y la Cordillera Central en el este.
La temperatura promedio del municipio es de 9 °C, la precipitación anual es de aproximadamente 600 mm. La región tiene un clima diurno pronunciado, con temperaturas mensuales promedio que varían solo ligeramente entre los 7 °C en el mes de julio y los 11 °C en el mes de diciembre. La precipitación mensual está entre menos de 10 mm en los meses de junio y julio y cerca de 100 mm de diciembre a febrero.
Algunos de los ríos del municipio incluyen:
- Río Urqu Jawira (Aroma)
- Lago Jach'a Quta (Aroma)

## Demografía
De acuerdo con el censo boliviano de 2024, la población del municipio de Calamarca es de 15 279 habitantes.
La población del municipio de Calamarca aumentó en más de dos tercios entre 1992 y 2024:
| Año  | Habitantes (municipio) | Fuente     |
| ---- | ---------------------- | ---------- |
| 1992 | 9 665                  | Censo 1992 |
| 2001 | 12 112                 | Censo 2001 |
| 2012 | 12 413                 | Censo 2012 |
| 2024 | 15.279                 | Censo 2024 |

El municipio de Calamarca es el trigésimo cuarto (34) municipio más poblado del departamento de La Paz de entre los 87 municipios que conforman el departamento.
Calamarca es el tercer municipio más poblado de la provincia de Aroma. La población del municipio representa al 12,6 % del total de habitantes de la provincia.
El índice de masculinidad es superior al índice de feminidad. Pues por cada 100 mujeres en el municipio, existen 103,3 hombres.
El año 2012, el 62,7 % de la población es mayor de edad con alrededor de 7.793 personas mayores de 18 años. De esta cantidad total, 3.951 son hombres y 3.842 son mujeres.

### Densidad
El año 1992, el municipio de Calamarca tenía una densidad de 19,7 habitantes/km². Para el censo de 2001 el municipio contaba con una densidad de 24,6 habitantes/km². Para el año 2012, el municipio contaba con una densidad poblacional de 25,2 habitantes/km².
Desde 1992 hasta 2012 (en 20 años) la densidad del municipio se incrementó en un 27,9 % pasando de 19,7 a 25,2 habitantes/km². Cabe mencionar que la densidad poblacional del municipio de Calamarca está por encima de la densidad promedio del departamento de La Paz.

### Inmigración
El 5,3 % de la población del municipio de Calamarca son inmigrantes nacidos en otros municipios de Bolivia. Los inmigrantes nacionales del municipio llegan a la cifra de 658 personas de los cuales 229 hombres y 429 son mujeres, predominando la feminidad.
El restante 0,13 % son inmigrantes nacidos en otros países. Los inmigrantes del exterior son 17, 9 hombres y 8 mujeres.
De los 12.413 habitantes, el 94,5 %  nació en el Municipio de Calamarca con alrededor de 11.738 habitantes de los cuales 6.069 son hombres y 5.669 son mujeres, siendo mayoría la masculinidad.

### Envejecimiento
| Envejecimiento del Municipio de Calamarca (Censo boliviano de 1992) | Envejecimiento del Municipio de Calamarca (Censo boliviano de 1992) | Envejecimiento del Municipio de Calamarca (Censo boliviano de 1992) | Envejecimiento del Municipio de Calamarca (Censo boliviano de 1992) | Envejecimiento del Municipio de Calamarca (Censo boliviano de 1992) |
| ------------------------------------------------------------------- | ------------------------------------------------------------------- | ------------------------------------------------------------------- | ------------------------------------------------------------------- | ------------------------------------------------------------------- |
| Edad                                                                | Edad                                                                |                                                                     | Porcentaje                                                          | Porcentaje                                                          |
| Población de 0-14 años                                              | Población de 0-14 años                                              |                                                                     | 45.96 %                                                             | 45.96 %                                                             |
| Población de 15-39 años                                             | Población de 15-39 años                                             |                                                                     | 30.37 %                                                             | 30.37 %                                                             |
| Población de 40-64 años                                             | Población de 40-64 años                                             |                                                                     | 17.67 %                                                             | 17.67 %                                                             |
| Población de 65-100 años                                            | Población de 65-100 años                                            |                                                                     | 6.00 %                                                              | 6.00 %                                                              |

| Envejecimiento del Municipio de Calamarca (Censo boliviano de 2001) | Envejecimiento del Municipio de Calamarca (Censo boliviano de 2001) | Envejecimiento del Municipio de Calamarca (Censo boliviano de 2001) | Envejecimiento del Municipio de Calamarca (Censo boliviano de 2001) | Envejecimiento del Municipio de Calamarca (Censo boliviano de 2001) |
| ------------------------------------------------------------------- | ------------------------------------------------------------------- | ------------------------------------------------------------------- | ------------------------------------------------------------------- | ------------------------------------------------------------------- |
| Edad                                                                | Edad                                                                |                                                                     | Porcentage                                                          | Porcentage                                                          |
| Población de 0-14 años                                              | Población de 0-14 años                                              |                                                                     | 40.89 %                                                             | 40.89 %                                                             |
| Población de 15-39 años                                             | Población de 15-39 años                                             |                                                                     | 32.57 %                                                             | 32.57 %                                                             |
| Población de 40-64 años                                             | Población de 40-64 años                                             |                                                                     | 19.37 %                                                             | 19.37 %                                                             |
| Población de 65-100 años                                            | Población de 65-100 años                                            |                                                                     | 7.17 %                                                              | 7.17 %                                                              |

| Envejecimiento del Municipio de Calamarca (Censo boliviano de 2012) | Envejecimiento del Municipio de Calamarca (Censo boliviano de 2012) | Envejecimiento del Municipio de Calamarca (Censo boliviano de 2012) | Envejecimiento del Municipio de Calamarca (Censo boliviano de 2012) | Envejecimiento del Municipio de Calamarca (Censo boliviano de 2012) |
| ------------------------------------------------------------------- | ------------------------------------------------------------------- | ------------------------------------------------------------------- | ------------------------------------------------------------------- | ------------------------------------------------------------------- |
| Edad                                                                | Edad                                                                |                                                                     | Porcentage                                                          | Porcentage                                                          |
| Población de 0-14 años                                              | Población de 0-14 años                                              |                                                                     | 30.35 %                                                             | 30.35 %                                                             |
| Población de 15-39 años                                             | Población de 15-39 años                                             |                                                                     | 35.21 %                                                             | 35.21 %                                                             |
| Población de 40-64 años                                             | Población de 40-64 años                                             |                                                                     | 25.79 %                                                             | 25.79 %                                                             |
| Población de 65-100 años                                            | Población de 65-100 años                                            |                                                                     | 8.65 %                                                              | 8.65 %                                                              |

Con el pasar de los años y las décadas, la población infantil y adolescente del municipio de Calamarca (de 0 a 14 años) comenzó a reducirse. Para el censo de 1992, este grupo de la sociedad representaba al 45 % de toda la población del municipio. En el censo de 2001, este grupo de edad se había reducido al 40%. Para el censo de 2012 había descendido a tan solo el 30% con tendencia a reducirse mucho más. Este fenómeno demográfico se origina debido al aumento de esperanza de vida en Bolivia y también a la disminución de la natalidad (menos nacimientos de hijos) por parte de las parejas.  

### Alfabetismo
Según el censo de 2012, la tasa de alfabetismo (personas que saben leer y escribir) en el municipio de Calamarca llegó en los últimos años al 94,5 % en promedio. 
En los hombres es de 98,1% y en las mujeres de 90,8 %. Esto entre las personas mayores de 15 años.

### Idioma
Según los datos del censo 2012 efectuado por el Instituto Nacional de Estadística, la población es bilingüe, 7880 personas (70,3 %) de la población de cuatro años o más de edad, aprendió a hablar el aimara en su niñez y 29,3% aprendió a hablar en castellano.

### Residencia habitual
El 98,4 % de la población (12.217 habitantes) vive en el municipio. El otro 1,4 % (181 habitantes) reside en otro lugar del país y el restante 0,12 % en el exterior (15 habitantes).

## Infraestructura
Según el censo de 2012, en todo el municipio de Calamarca existe alrededor de un total de 4.151 viviendas, de los cuales 4.132 son viviendas particulares y 19 son colectivas.
De las 4.151 viviendas existentes en el municipio, solamente 3.827 están ocupadas con personas presentes. Esta cifra representa al 92.1 % del total. 

### Luz (electricidad)
| Año  | Tiene Luz | No Tiene Luz | Nota                    |
| ---- | --------- | ------------ | ----------------------- |
| 1992 | 12,41 %   | 87,59 %      | Censo boliviano de 1992 |
| 2001 | 22,35 %   | 77,65 %      | Censo boliviano de 2001 |
| 2012 | 66,76 %   | 33,24 %      | Censo boliviano de 2012 |

El 66,7 % de las viviendas del municipio tiene acceso a la luz (electricidad).
Un 33,2 % todavía no tiene disponibilidad de energía eléctrica.

### Agua
El 38,3 % de las viviendas del municipio utiliza agua procedente de pozo o noria.
El otro 35,1 % de las viviendas del municipio utiliza agua procedente de la cañería de red. 
Un 16,2 % accede al agua mediante pila o pileta pública. Otro 7,6 % obtiene agua procedente de la lluvia, del río, de alguna vertiente o de la acequia.
Los datos están según como manifestaron los habitantes del municipio de Calamarca en el censo de 2012.

## Política
El municipio de Calamarca siempre se ha caracterizado por tener una amplia participación en elecciones presidenciales, elecciones departamentales y elecciones municipales.  
La primera elección municipal en la que el municipio participó fue en las elecciones municipales de Bolivia de 1995. Por primera vez en la historia de Bolivia, el municipio de Calamarca eligió a su alcalde. Este elección pudo ser posible de acuerdo a ley de participación popular de 1994.

### Elecciones municipales de 1995
- Elecciones municipales de Bolivia de 1995 para Alcalde del Municipio de Calamarca para el periodo 1995-1999.

|  | 21,93 % |

|  | 19,28 % |

|  | 17,90 % |

|  | 16,19 % |

|  | 7,81 % |

|  | 4,80 % |

|  | 4,52 % |

|  | 3,30 % |

|  | 1,59 % |

|  | 1,14 % |

|  | 1,02 % |

|  | 0,53 % |

|  | 100 % |

|  | 60,30 % |

|  | 39,70 % |

|  | 100 % |

### Elecciones municipales de 1999
- Elecciones municipales de Bolivia de 1999 para Alcalde del Municipio de Calamarca para el periodo 1999-2004.

|  | 28,59 % |

|  | 17,49 % |

|  | 14,08 % |

|  | 12,26 % |

|  | 10,79 % |

|  | 5,69 % |

|  | 4,72 % |

|  | 1,24 % |

|  | 1,20 % |

|  | 1,01 % |

|  | 0,77 % |

|  | 0,77 % |

|  | 0,58 % |

|  | 0,46 % |

|  | 0,35 % |

|  | 100 % |

|  | 54,72 % |

|  | 45,28 % |

|  | 100 % |

## Economía
En cuanto a la economía del municipio de Calamarca, los datos del censo 2012 muestran las 4 más importantes áreas a las que se dedica a trabajar la población económicamente activa del municipio (mayores de 10 años):
- El 61,4 % de la población se dedica a la agricultura, ganadería, caza, pesca o silvicultura.

- Otro 13,3 % de la población se encuentra dedicada a trabajar en los rubros de comercio, transporte y almacenes.

- Un 6.8 % de la población trabaja en el área de la industria manufacturera y un 4,8 % se dedica al rubro de la construcción.

### Ocupación de trabajo
- Un 57,3 % de la población del municipio de Calamarca es trabajador (a) por cuenta propia.

- Un 14,5 % es empleado (a) u obrero (a)

- Un 2.9 % es trabajador familiar o aprendiz sin remuneración.

- Alrededor del 23% de la población del municipio, no especificó en el censo de 2012 su categoría ocupacional de trabajo.

## División administrativa

### Pueblos en el municipio de Calamarca
| Cantón                    | Población (2001) | Población (2012) |
| ------------------------- | ---------------- | ---------------- |
| Calamarca                 | 3 041            | 2 931            |
| San Antonio de Senkata    | 1 738            | 2 149            |
| Ajoya                     | 1 552            | 2 096            |
| Villa El Carmen de Caluyo | 2 559            | 1 862            |
| Vilaque Copata            | 1 759            | 1 579            |
| Cosmini                   | 377              | 980              |
| Sivincani                 | 1 086            | 507              |

- Cantón de Calamarca
  - Calamarca 1417 habitantes.
- Cantón de Sivincani
  - Sivincani (Kokata) 276 habitantes.
- Cantón Ajoya
  - Cañuma 619 habitantes. Ajoya 175 habitantes.
- Cantón de San Antonio de Senkata
  - San Antonio de Senkata 1339 habitantes. - Senkata Alta 810 habitantes.
- Cantón de Cosmini
  - Romeropampa 312 habitantes.
- Cantón Villa El Carmen de Caluyo
  - Chocorosi 725 habitantes.
- Cantón de Vilaque Copata
  - Huayhuasi 709 habitantes.